# Macchina Elettrica (costellazione)
La Macchina Elettrica (Machina Electrica in latino) era una costellazione introdotta dall'astronomo tedesco Johann Elert Bode sul suo atlante celeste Uranographia del 1801; rappresenta una delle meraviglie meccaniche dell'epoca, un generatore elettrostatico. Bode probabilmente cercò di emulare il francese Nicolas Louis de Lacaille, che aveva introdotto varie costellazioni raffiguranti invenzioni scientifiche e tecniche. Tuttavia, la nuova costellazione creata da Bode non trovò mai largo seguito. Prima di scomparire, la Macchina Elettrica era situata nel cielo australe, tra le attuali Fornace e Scultore, due delle suddette costellazioni introdotte da Lacaille.